# سينيشا يانكوفيتش
سينيشا يانكوفيتش هو لاعب كرة قدم صربي في مركز الوسط، ولد في 18 يناير 1978 في بلغراد في صربيا. لعب مع كوسينزا كالشيو ونادي أو إف كيه بيوغراد ونادي إمبولي ونادي بيلينزونا ونادي دومجاله.

## وصلات خارجية
- سينيشا يانكوفيتش على موقع قاعدة بيانات كرة القدم.إي يو (الإنجليزية)
- سينيشا يانكوفيتش على موقع عالم كرة القدم.نت (الإنجليزية)